# Liste von Arboreten in Deutschland
Die Liste von Arboreten in Deutschland nennt zeitgenössische und ehemalige Arboreten in Deutschland. Die Botanischen Gärten sind unter Liste von botanischen Gärten in Deutschland beschrieben.

## Liste

### Baden-Württemberg
| Bezeichnung                                                                | Ort                      | Kommentare | Abbildung |
| -------------------------------------------------------------------------- | ------------------------ | --- | --------- |
| Arboretum Baden-Baden                                                      | Baden-Baden              | [ 1 ] [ 2 ] |           |
| Arboretum Bondorf                                                          | Bondorf                  | 2005 angelegt, 71 Baumarten Lage |           |
| Arboretum Eberbach                                                         | Eberbach                 | [ 4 ] |           |
| Arboretum Schloss Eberstein                                                | Gernsbach                | Bei Schloss Eberstein. Von 1964 bis 1990 angelegt, über 300 Baumarten. Der Baumkundliche Lehrpfad ist nicht mehr als solcher ausgewiesen, zum Teil aber noch auf dem Gernsbacher Sagenweg nachvollziehbar. |           |
| Arboretum Serach                                                           | Esslingen                | 1964 eingerichtet, erste Bäume im 19. Jh. gepflanzt, etwa 50 Baumarten Lage |           |
| Arboretum Florianwald                                                      | Grafenberg               | 1914 angelegt, 105 Nadelbaumarten, 109 Laubbaumarten Lage |           |
| Arboretum Goldboden                                                        | Winterbach               | derzeit 44 Baumarten |           |
| Arboretum Freiburg-Günterstal                                              | Freiburg                 | Gelegen im Stadtteil Günterstal. |           |
| Arboretum mit Bäumen des Jahres bei den Wildbienenhäusern in Frommenhausen | Frommenhausen            | [ 10 ] |           |
| Arboreten im Heidelberger Stadtwald                                        | Heidelberg               | Zwei Arboreten |           |
| Arboretum Herrenberg                                                       | Herrenberg               | 1980 angelegt, etwa 100 Arten Lage |           |
| Schlösslepark                                                              | Kressbronn am Bodensee   | |           |
| Arboretum im Liliental                                                     | Liliental im Kaiserstuhl | |           |
| Arboretum der Insel Mainau                                                 | Konstanz, Insel Mainau   | 1853 angelegt, über 500 Gehölzenarten |           |
| Arboretum in Oberkochen                                                    | Oberkochen               | 1980 im Stadtteil Heide angelegt Lage |           |
| Arboretum und Lehrgarten der Hochschule für Forstwirtschaft                | Rottenburg am Neckar     | 1954 angelegt über 160 Gehölzarten |           |
| Arboretum im Schwetzinger Schlossgarten                                    |                          | |           |
| Landesarboretum Baden-Württemberg                                          | Stuttgart                | |           |
| Arboretum im Botanischen Garten Tübingen                                   | Tübingen                 | |           |
| Exotenwald                                                                 | Weinheim                 | |           |

### Bayern
| Bezeichnung                                                     | Ort            | Kommentare | Abbildung |
| --------------------------------------------------------------- | -------------- | ---------- | --------- |
| Bayerisches Landesarboretum („Weltwald“)                        | Freising       | [ 15 ]     |           |
| Arboretum Freihalden                                            | Freihalden     | [ 16 ]     |           |
| Arboretum Schloss Amerang                                       | Amerang        |            |           |
| Arboretum im ökologisch botanischen Garten Universität Bayreuth | Bayreuth       | [ 17 ]     |           |
| Arboretum Winneberger Park                                      | Neuburg am Inn | [ 18 ]     |           |
| Forstlicher Versuchsgarten Grafrath                             | Grafrath       | [ 19 ]     |           |

### Berlin
| Bezeichnung                   | Ort    | Kommentare                                                                   | Abbildung |
| ----------------------------- | ------ | ---------------------------------------------------------------------------- | --------- |
| Späth-Arboretum               | Berlin | Arboretum der Humboldt-Universität zu Berlin                                 |           |
| Arboretum Berlin-Lichterfelde | Berlin | Das 13,9 Hektar umfassende Arboretum ist Teil des Botanischen Gartens Berlin |           |
| Arboretum Berlin-Blankenfelde | Berlin | Arboretum im Botanischen Volkspark Blankenfelde-Pankow                       |           |

### Brandenburg
| Bezeichnung                        | Ort                                        | Kommentare                                 | Abbildung |
| ---------------------------------- | ------------------------------------------ | ------------------------------------------ | --------- |
| Arboretum Dreetz                   | Dreetz                                     | [ 20 ]                                     |           |
| Forstbotanischer Garten Eberswalde |                                            |                                            |           |
| Arboretum Bad Liebenwerda          | Bad Liebenwerda                            | Ortsteil Thalberg                          |           |
| Arboretum Frankfurt (Oder)         | Frankfurt (Oder), Stadtteil Neuberesinchen | angelegt ab 1886 von Heinrich Jungclaussen |           |

### Bremen
| Bezeichnung    | Ort                | Kommentare | Abbildung |
| -------------- | ------------------ | --- | --------- |
| Iken Arboretum | Bremen Oberneuland | Es entstand auf dem Golf-Platz Oberneuland mit etwa 400 Baum- und 400 Straucharten auf Initiative des Bremer Kaufmanns Justin Iken. |           |

### Hamburg
| Bezeichnung         | Ort                                  | Kommentare                                                            | Abbildung |  |
| ------------------- | ------------------------------------ | --------------------------------------------------------------------- | --------- |  |
| Arboretum Lohbrügge | Lohbrügge 53,503889° N, 10,199167° O | Einrichtung der Bundesforschungsanstalt für Forst- und Holzwirtschaft |           |  |
| Arboretum Marienhof | Hamburg-Poppenbüttel                 | Einrichtung der Otto-Henneberg-Poppenbüttel Stiftung                  |           |  |

### Hessen
| Bezeichnung                            | Ort                                        | Kommentare | Abbildung |
| -------------------------------------- | ------------------------------------------ | --- | --------- |
| Akademischer Forstgarten Gießen        | Gießen                                     | |           |
| Arboretum Heppenheim an der Bergstraße | Heppenheim                                 | An der ehemaligen Landesirrenanstalt Heppenheim. |           |
| Arboretum Main-Taunus                  | zwischen Sulzbach und Schwalbach am Taunus | |           |
| Bergpark Wilhelmshöhe                  | Am westlichen Stadtrand von Kassel         | Der durch seine Wasserspiele bekannte Park beherbergt eine umfangreiche Sammlung von Bäumen und Sträuchern. Diese geht insbesondere auf das späte 18. Jahrhundert zurück, als der Bergpark nach dem Vorbild des Englischen Landschaftsparks umgestaltet wurde. 1777 wurden bereits 329 Arten gezählt, davon 128 aus Nordamerika. Ab Mitte des 19. Jahrhunderts kamen auch vermehrt Gehölze aus Asien hinzu. |           |
| Park der Forschungsanstalt Geisenheim  | Geisenheim                                 | |           |
| Reichsarboretum                        | Frankfurt am Main                          | nicht umgesetztes Projekt |           |

### Mecklenburg-Vorpommern
| Bezeichnung                                                 | Ort                                                  | Kommentare                             | Abbildung |
| ----------------------------------------------------------- | ---------------------------------------------------- | -------------------------------------- | --------- |
| Park von Burg Schlitz                                       | Burg Schlitz 53,7° N, 12,54° O                       |                                        |           |
| Park von Schloss Blücherhof                                 | Ortsteil Blücherhof (Klocksin) 53,617° N, 12,5168° O |                                        |           |
| Botanischer Garten und Arboretum der Universität Greifswald | Greifswald 54,09129° N, 13,40904° O                  | Einrichtung der Universität Greifswald |           |
| Arboretum Erbsland                                          | Qualzow 53,321389° N, 12,84° O                       |                                        |           |
| Arboretum Karft                                             | 19243 Wittendörp                                     | Gegründet 1992                         |           |
| Arboretum Lindenberg                                        | in Lindenberg, einem Ortsteil der Gemeinde Userin    | [ 27 ]                                 |           |
| Arboretum des Botanischen Gartens der Universität Rostock   | Rostock 54,0907° N, 12,0931° O                       |                                        |           |

### Niedersachsen
| Bezeichnung                                          | Ort                  | Kommentare                  | Abbildung               |
| ---------------------------------------------------- | -------------------- | --------------------------- | ----------------------- |
| WeltWald Harz                                        | Bad Grund (Lage)     | ehemals Arboretum Bad Grund | weitere Bilder          |
| Arboretum Neuenkoop                                  | Berne (Lage)         | [ 28 ] [ 29 ]               | weitere Bilder          |
| Arboretum Habichtsborn                               | Escherode (Lage)     | Seit 1850                   | weitere Bilder          |
| Forstbotanischer Garten                              | Göttingen (Lage)     |                             | weitere Bilder          |
| Forstbotanischer Garten der ehemaligen Forstakademie | Hann. Münden (Lage)  |                             | weitere Bilder          |
| Arboretum am Piesberg                                | Lechtingen (Lage)    | [ 31 ]                      | weitere Bilder          |
| Arboretum Ilseder Hütte                              | Ilsede (Lage)        |                             | Arboretum Ilseder Hütte |
| Arboretum Riddagshausen                              | Riddagshausen        | [ 32 ]                      | Arboretum Riddagshausen |
| Arboretum Schneverdingen                             | Schneverdingen       | [ 33 ]                      | weitere Bilder          |
| Arboretum Syke                                       | Syke (Lage)          |                             | weitere Bilder          |
| Edgar-Deichmann-Park                                 | Syke (Lage)          |                             | weitere Bilder          |
| Baumpark Thedinghausen                               | Thedinghausen (Lage) | Teil des Erbhof-Ensembles   | weitere Bilder          |
| Naturerlebnispfad Arboretum Kappenberg               | Eschershausen        | [ 34 ]                      |                         |
| Arboretum Wildeshausen                               | Wildeshausen (Lage)  |                             | weitere Bilder          |
| Arboretum Wolfsburg                                  | Rabenberg (Lage)     |                             |                         |

### Nordrhein-Westfalen
| Bezeichnung                                        | Ort               | Kommentare | Abbildung |
| -------------------------------------------------- | ----------------- | --- | --------- |
| Von-Halfern-Park                                   | Aachen            | Park und Arboretum im Südwesten von Aachen                                                                                   |           |
| Arboretum Park Härle                               | Bonn              | In Bonn-Oberkassel am Fuße des Siebengebirges gelegen.                                                                       |           |
| Buddenberg-Arboretum                               | Bad Driburg       | |           |
| Obst-Arboretum                                     | Bielefeld         | [ 35 ] |           |
| Geografisches Arboretum im Rombergpark             | Dortmund          | |           |
| Obstschaugarten im Stadtpark Gütersloh             | Gütersloh         | Im Stadtpark Gütersloh als Arboretum für Obstgehölze aus Westfalen und Umgebung.                                             |           |
| Forstbotanischer Garten Köln                       | Köln              | |           |
| Arboretum Köln-Dellbrück                           | Köln-Dellbrück    | |           |
| Arboretum des Gutes Haus Heidhorn                  | Münster-Hiltrup   | [ 36 ] |           |
| Arboretum im Selikumer Park                        | Neuss             | Im Ortsteil Reuschenberg. |           |
| Arboretum im Stadtpark Uerdingen                   | Krefeld-Uerdingen | Das Arboretum beherbergt über 120 verschiedene Baumarten. Daneben gibt es ein Web-Arboretum und eine umfangreiche Broschüre. |           |
| Sequoiafarm Kaldenkirchen                          | Nettetal          | |           |
| Arboretum Haxtergrund                              | Paderborn         | [ 38 ] |           |
| Arboretum Burgholz                                 | Wuppertal         | Im Staatsforst Burgholz gelegen.                                                                                             |           |
| Uni-Arboretum der Bergischen Universität Wuppertal | Wuppertal         | |           |

### Rheinland-Pfalz
| Bezeichnung              | Ort       | Kommentare | Abbildung                           |
| ------------------------ | --------- | --- | ----------------------------------- |
| Arboretum Neuhäusel      | Neuhäusel | [ 39 ] |                                     |
| Arboretum Koblenz        | Koblenz   | [ 40 ] |                                     |
| Arboretum JUWÖ Wöllstein | Wöllstein | 600 Gehölze aus aller Welt. 60 mediterrane und tropische Kübelpflanzen. 350 Kakteen im Freiland (Sommer) und Gewächshaus. Deutschlands größte Ginkgobaum-Sammlung mit ca. 100 Sorten. Süntelbuchen | Süntelbuchen im Arboretum Wöllstein |

### Saarland
| Bezeichnung           | Ort / Lage                              | Kommentare | Abbildung |
| --------------------- | --------------------------------------- | ---------- | --------- |
| Arboretum Saarbrücken | Alt-Saarbrücken 49,23022° N, 6,95298° O | [ 41 ]     |           |

### Sachsen
| Bezeichnung                                | Ort                    | Kommentare                  | Abbildung |
| ------------------------------------------ | ---------------------- | --------------------------- | --------- |
| Arboretum Klingenthal „An der Braunleithe“ | Klingenthal Brunndöbra | Forststraße                 |           |
| Arboretum Plauen                           | Plauen                 | Friedhof II, am Preißelpöhl |           |
| Forstbotanischer Garten Tharandt           | Tharandt               |                             |           |

### Schleswig-Holstein
| Bezeichnung                                            | Ort / Lage                            | Kommentare                                                           | Abbildung |
| ------------------------------------------------------ | ------------------------------------- | -------------------------------------------------------------------- | --------- |
| Arboretum Ellerhoop-Thiensen                           | Ellerhoop 53,717279° N, 9,776421° O   | Ortsteil Thiensen                                                    |           |
| Arboretum des Botanischen Gartens der Universität Kiel | Kiel 54,34778° N, 10,1171° O          |                                                                      |           |
| Arboretum Lehmkuhlen                                   | Lehmkuhlen 54,22822° N, 10,35311° O   |                                                                      |           |
| Arboretum im Stadtpark Norderstedt                     | Norderstedt 53,7154° N, 10,01234° O   |                                                                      |           |
| Arboretum Malente                                      | Bad Malente 54,17118° N, 10,54879° O  |                                                                      |           |
| Arboretum Tannenhöft                                   | Großhansdorf 53,65979° N, 10,25544° O | Einrichtung des Instituts für Forstgenetik und Forstpflanzenzüchtung |           |

### Thüringen
| Bezeichnung                             | Ort             | Kommentare                                                                        | Abbildung |
| --------------------------------------- | --------------- | --------------------------------------------------------------------------------- | --------- |
| Arboretum an der Sängerwiese (Eisenach) | Eisenach        |                                                                                   |           |
| Arboretum der Fachhochschule Erfurt     | Erfurt          | Einrichtung der FH Erfurt am Standort Leipziger Straße.                           |           |
| Arboretum Bad Langensalza               | Bad Langensalza | [ 43 ]                                                                            |           |
| Arboretum Gera                          | Gera            | Ehemaliges Arboretum im Stadtteil Liebschwitz.                                    |           |
| Arboretum Meiningen                     | Meiningen       | Im Stadtteil Dreißigacker-Süd, Pflanzung und Visitenkarte aller Bäume des Jahres. |           |